# Kári Árnason
Kári Árnason (Gotemburgo, Suecia, 13 de octubre de 1982) es un exfutbolista islandés que jugaba de defensa y también de mediocampista.

## Selección nacional
Fue internacional con la selección de fútbol de Islandia; donde jugó 90 partidos y anotó 6 goles por dicho seleccionado.

### Participaciones en Copas del Mundo
| Mundial                        | Sede  | Resultado    | Partidos | Goles |
| ------------------------------ | ----- | ------------ | -------- | ----- |
| Copa Mundial de Fútbol de 2018 | Rusia | Primera fase | 2        | 0     |

### Participaciones en Eurocopas
| Copa          | Sede    | Resultado        | Partidos | Goles |
| ------------- | ------- | ---------------- | -------- | ----- |
| Eurocopa 2016 | Francia | Cuartos de final | 5        | 0     |

## Clubes
| Club                   | País       | Año       |
| ---------------------- | ---------- | --------- |
| Víkingur Reykjavík     | Islandia   | 2000-2004 |
| Djurgårdens IF         | Suecia     | 2004-2006 |
| Aarhus GF              | Dinamarca  | 2006-2009 |
| Esbjerg fB (cedido)    | Dinamarca  | 2009      |
| Plymouth Argyle F. C.  | Inglaterra | 2009-2011 |
| Aberdeen F. C.         | Escocia    | 2011-2012 |
| Rotherham United F. C. | Inglaterra | 2012-2015 |
| Malmö FF               | Suecia     | 2015-2017 |
| A. C. Omonia Nicosia   | Chipre     | 2017      |
| Aberdeen F. C.         | Escocia    | 2017-2018 |
| Víkingur Reykjavík     | Islandia   | 2018      |
| Gençlerbirliği S. K.   | Turquía    | 2018-2019 |
| Víkingur Reykjavík     | Islandia   | 2019-2021 |

## Palmarés

### Títulos nacionales
| Título            | Club               | País     | Año  |
| ----------------- | ------------------ | -------- | ---- |
| Allsvenskan       | Djurgårdens IF     | Suecia   | 2005 |
| Copa de Suecia    | Djurgårdens IF     | Suecia   | 2005 |
| Allsvenskan       | Malmö FF           | Suecia   | 2016 |
| Copa de Islandia  | Víkingur Reykjavík | Islandia | 2019 |
| Úrvalsdeild Karla | Víkingur Reykjavík | Islandia | 2021 |
| Copa de Islandia  | Víkingur Reykjavík | Islandia | 2021 |